# Baqt

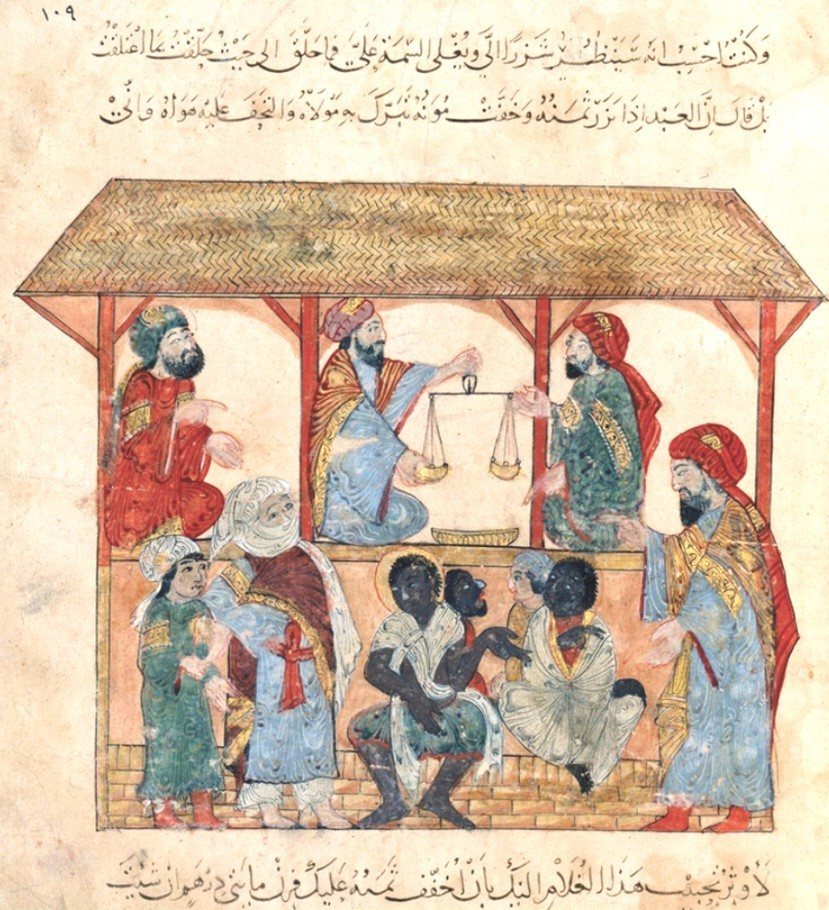
Arabští obchodníci s černými otroky (1236/1237)

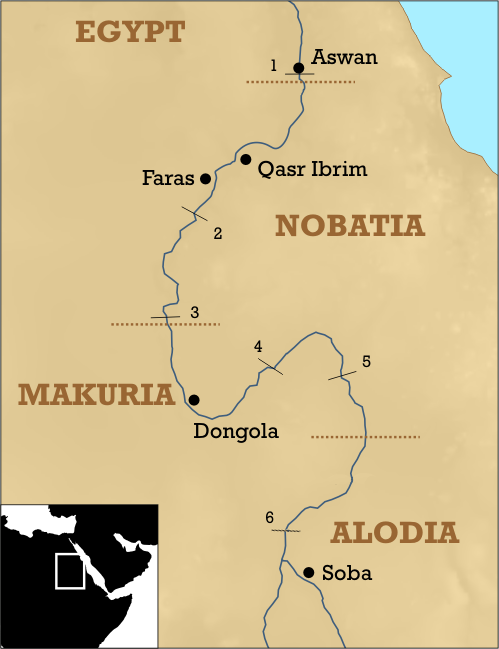
Oblast křesťanské Núbie a Egypta

Baqt (arabsky: بقت) byla mezinárodní dohoda uzavřená roku 652 mezi muslimským Egyptem a křesťanským královstvím Makúrie, ležícím jižně v Núbii, resp. mezi arabským vojevůdcem Abdulláhem ibn S'adem a makúrijským králem Kaliduratem. Samotný arabský název al-baqt pochází od slova „pakt“ (z řec. πάκτον, latinsky pactum) a zpočátku označoval pouze dodávky otroků, jež byly součástí smlouvy. Dohoda byla v platnosti více než šest století a řadí se tak mezi nejdéle platné mezinárodní dohody v dějinách. Baqt navíc ve skutečnosti nebyl nikdy oficiálně vypovězen.
Do současnosti se nedochoval žádný exemplář původní smlouvy, nejstarší opisy pocházejí až z doby několika set let poté a dosti se navzájem liší. Je ovšem možné, že původní smlouva ani neměla psanou formu a měla podobu ústní dohody mezi dvěma vládci. V pozdější době se vzájemná smlouva ustálila, ačkoliv autentičnost je sporná:
| „                         | Každý rok dodáte muslimskému imámovi tři sta a šedesát otroků obojího pohlaví zdravých na duchu i na těle, kteří nebudou ani příliš staří, ani příliš mladí. Dovezete je místodržícímu Asuánu. Jestliže ukryjete uprchlého otroka, který patří muslimovi, zabijete muslima nebo dhimního (chráněného nemuslima), pokusíte se zbořit mešitu, již jsme postavili ve středu vašeho města, nebo nedodáte stanovených tři sta a šedesát otroků, potom příměří zrušíme a rozhodne mezi námi Bůh, který jest nejlepším soudcem. | “ |
| — Text podle al-Maqrízího | |   |

Smlouva pak byla výhodnější pro egyptskou stranu a připomínala diktát, než dohodu rovnocenných partnerů. Na druhou stranu je třeba podotknout, že veškeré dochované prameny, které baqt popisují, pocházejí od arabských autorů – muslimů i arabských křesťanů – a žádný přímo od Núbijců.
Nejdůležitějším bodem byl každoroční tribut 360 otroků z Núbie; je ale také možné, že jich mohlo být až 400, přičemž 40 bylo určeno výhradně asuánskému místodržícímu. Egypťané pak mohli na jih výměnou dodávat potraviny a další zboží. Z muslimského pohledu tak Núbie podléhala chalífátu, ale nebyla jeho integrální součástí. Protože na islámském území bylo zakázáno zmrzačit člověka, představovala Núbie jeden z důležitých zdrojů přísunu eunušských otroků, kteří měli na trhu větší cenu, než nekastrovaní muži.